# ソウル方言
ソウル方言（ソウルほうげん）、ソウルマル（朝: 서울말）は、大韓民国ソウル特別市を中心とする地域で話される朝鮮語の方言（中部方言）。大韓民国における標準語（ピョジュノ、표준어）の土台となっており、朝鮮民主主義人民共和国の標準語である文化語もソウル方言を事実上の土台としている。釜山方言などに比べ、抑揚が少なく平坦な発音をすることが特徴。

## 概要
韓国では方言よりも「ソウルマル」を尊重する意識が強いため、非ソウル出身者が多い在日韓国人との意思疎通に少し障害を来すことが指摘されている。
ソウルマルは韓国標準語の土台ではあるが、両者は全く同じではない。特に街角の話し言葉としてのそれは、標準語と微細だがはっきりした違いがある。例として、母音の長短の区別意識が薄い、ㅐ/ae/ とㅔ/e/ の区別意識が低い、文末の고/go/ が구/gu/、요/yo/ が여/yeo/に近い発音になる場合があることなどが挙げられる。簡約すれば、韓国標準語は教養ある人間が使う保守的なソウルマルと考えればよい。東京方言と標準日本語、北京語と普通話との関係と同じである。
朝鮮民主主義人民共和国における標準語である文化語は、名目上は平壌方言に基づくと規程されているが、実際には大韓民国の標準語と同様にソウル方言を基礎としており、平壌方言に由来する要素は皆無ではないもののかなり限定的である。現在の朝鮮語の南北差異は、主には南北分断後の両国の社会体制・言語政策の違いに由来するものである。
近年のソウル方言では、語頭において本来無気音である平音の発音が激音と同じように有気音で発音されることがあり、平音と激音の区別を有気性ではなく音の高低で区別するようになる傾向がある。